# Mahat Gaun
Mahat Gaun (nep. महतगाउँ) – gaun wikas samiti w zachodniej części Nepalu w strefie Karnali w dystrykcie Jumla. Według nepalskiego spisu powszechnego z 2001 roku liczył on 657 gospodarstw domowych i 3217 mieszkańców (1594 kobiet i 1623 mężczyzn).